# Liste des architectes de la cathédrale de Strasbourg
La liste des architectes de la cathédrale de Strasbourg comprend les maîtres d’œuvres et architectes ayant participé à la construction et à la restauration de cette cathédrale de la fin du XIIe siècle à 1999.

## Maîtres d’œuvre anonymes (avant la fin duXIIIesiècle)

### Maître du chœur (vers 1180 - vers 1196)
Le maître du chœur est un architecte anonyme actif sur le chantier entre environ 1180 et 1196. Probablement d’origine rhénane, celui-ci tire son inspiration d’édifices de la région et notamment de la cathédrale de Worms, alors en passe d’être achevée. Il conçoit et élève le chœur ainsi que l’abside et est également l’auteur d’une réfection importante de la chapelle Saint-André. La présence de départs d’arc en direction de la nef sur les piliers du chœur montre qu’il a également planifié la reconstruction de la nef, qui n’a toutefois pas été réalisée.

### Maître du transept nord (vers 1196 - vers 1210)

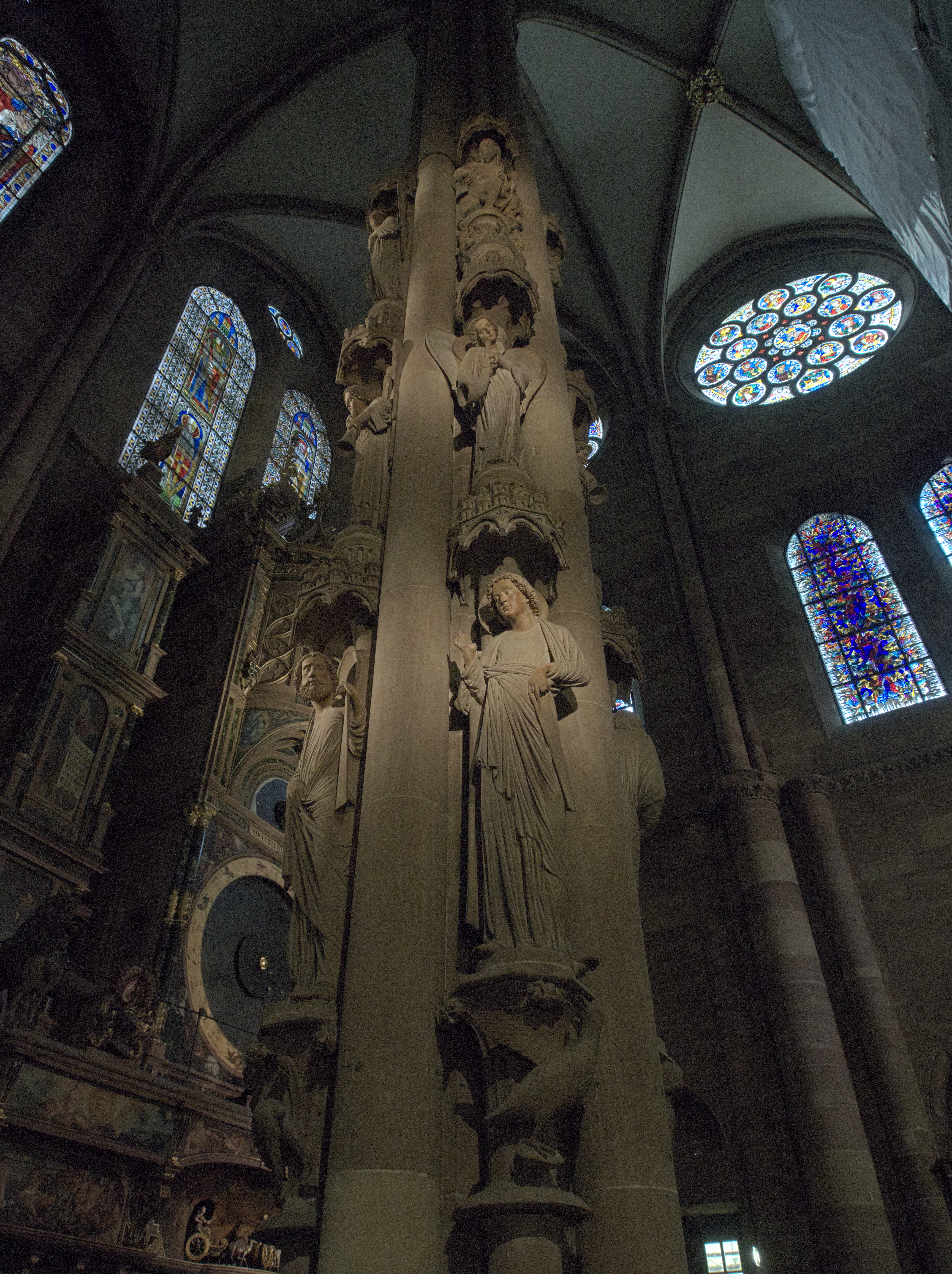
Le pilier des anges, chef d’œuvre du maître du transept sud. La transition entre celui-ci et le maître du transept nord est bien visible sur le pilier à l’arrière-plan à droite.

L’aspect du bras nord du transept, dont le chantier débute en 1196, montre qu’il y a alors très probablement un autre maître d’œuvre responsable. Celui-ci est lui aussi sans doute rhénan et s’inspire également en grande partie d’édifices proches dans le Saint-Empire, notamment de la cathédrale de Spire. Toutefois, il connaît également les innovations architecturales introduites sur les chantiers d’Île-de-France, qu’il essaie de reproduire, non sans maladresse. Ainsi, le bras nord du transept comporte la première tentative de monter une voûte d’ogive dans la cathédrale, mais la construction est imparfaite et dans son effet plus proche d’une coupole que d’une véritable voûte d’ogive. Après le bras nord du transept, il débute la construction du bras sud, dont il érige notamment le portail, le premier niveau et une partie du second. Le chantier en est à ce stade quand il meurt ou quitte ses fonctions vers 1210.

### Maitre du transept sud (vers 1210 - vers 1235)
Un nouveau maître d’œuvre apparaît vers 1210-1220, sans doute accompagné d’une nouvelle équipe d’artisans. La rupture sur le plan architectural indique qu’il n’a pas la même formation que ses prédécesseurs et n’est vraisemblablement pas rhénan. Sa parfaite maîtrise du style gothique montre en effet qu’il a longuement travaillé auparavant sur les chantiers d’Île-de-France et de Champagne. Son arrivée est probablement à mettre en relation avec la consécration en 1207 à Sens du nouvel évêque Henri II de Veringen.
Le maître du transept sud ne modifie pas les parties déjà construites par son prédécesseur, mais transforme considérablement le programme architectural à partir de ce point. Son chef d’œuvre est le pilier des anges, qui représente le Jugement dernier sur la colonne centrale du bras sud du transept. Il achève également le transept sud en dotant le portail d’un ensemble statuaire de grande qualité, reconstruit la chapelle Saint-Jean puis débute vers 1230 la construction de la nef gothique. Seules les parois des bas-côtés des deux premières travées sont toutefois édifiées lorsque la maître du transept sud disparaît vers 1235.

### Maître de la nef (1235-1250)
Le successeur du maître du transept sud est, comme lui, originaire d’Île-de-France. Il poursuit le travail de son prédécesseur en érigeant les deux premières travées et une partie de la troisième jusqu’au niveau du triforium. Il réalise aussi un premier projet de façade occidentale, le dessin A, vers 1250. Enfin, c’est sous sa direction qu’est construit le jubé séparant le chœur de la nouvelle nef. Le chantier s’interrompt brutalement peu après 1250 en raison du conflit entre la ville et l’évêque de Strasbourg. Lorsqu’il reprend une dizaine d’années plus tard, le maître de la nef n’est plus en charge.

### Maître du dessin B (vers 1260 - vers 1280)
À la reprise du chantier, l’équipe a probablement en grande partie changée, comme le montrent les différences de style du décor, mais aussi l’utilisation d’autres techniques de construction. Le nouveau maître, qui est lui aussi familier des chantiers d’Île-de-France, achève vers 1275 la nef plus ou moins selon les plans de son prédécesseur, malgré quelques adaptations. Il modifie en revanche considérablement le projet de façade dans un nouveau dessin, le dessin B, qui introduit de nombreuses nouveautés architecturales et décoratives. Il prévoit en particulier le dédoublement du mur de la façade, d’inspiration française, mais encore jamais réalisé avec cette ampleur. Il a encore le temps de mettre en pratique ces idées en élevant le premier niveau des travées nord et centrale du massif occidental. Celui de la travée sud n’est toutefois élevé qu’à mi-hauteur lorsque le maître du dessin B est remplacé vers 1280 par le premier maître d’œuvre de la cathédrale dont le nom soit connu : maître Erwin.

## Maîtres d’œuvre du Moyen Âge

### Erwin de Steinbach (vers 1280-1318)
Erwin, dit de Steinbach, arrive sur le chantier vers 1280, la première mention de son nom datant de 1284. Il ne reprend que partiellement le projet de son prédécesseur, les parties supérieures du massif occidental étant fortement modifiées par rapport au projet B ; il change également les gâbles sur les parties déjà construites pour leur donner un aspect plus élancé. Outre le massif occidental, Erwin fait également construire la chapelle de la Vierge dans la nef ainsi que le tombeau de l’évêque Conrad de Lichtenberg et doit également consacrer de nombreuses ressources aux réparations des dégâts causés par l’incendie de 1298,. Cela explique pourquoi le chantier du massif progresse relativement peu, seuls le premier étage de la tour sud et les premiers mètres de celui de la tour nord étant élevés pendant sa maîtrise. Hors de la cathédrale, il participe également à la construction de la collégiale de Thann et peut-être à celle de la tour de l’église principale de Fribourg.
Erwin meurt le 17 janvier 1318 et est enterré dans le cimetière situé au pied de la chapelle Saint-Jean-Baptiste. Il devient dès le XIVe siècle un personnage semi-légendaire auquel l’ensemble du massif occidental est attribué, un rôle encore mis en avant par les romantiques au XIXe siècle qui le glorifient.

### Johannes Erwin (1318-1339)
Erwin est remplacé par son fils, Johannes. Celui-ci poursuit l’œuvre de son père sans modifier ses plans. Il achève le premier étage de la tour nord , puis édifie la grande rose et la galerie qui la surplombe. Les études scientifiques récentes lui attribuent en outre le deuxième étage de la tour de la tour sud et les premiers mètres de celui de la tour nord. Johannes meurt le 18 mars 1339 et est enterré aux côtés de son père et de sa mère au pied de la chapelle Saint-Jean-Baptiste.

### Johann Gerlach (vers 1340-1371)
Johannes dit Gerlach (vers 1316-1372) prend en 1339 la succession de Johannes Erwin, avec lequel il est probablement apparenté. Il réalise entre 1340 et 1347 la chapelle Sainte-Catherine, qui se caractérise par des voûtes en étoile à clés pendantes, détruites aux XVIe siècle. Il achève la tour nord en 1365 et est l’auteur du changement de plan du massif occidental réalisé à cette date : alors qu’il était envisagé jusque là une façade à deux tours semblable à celle de Notre-Dame de Paris, Gerlach prévoit de combler l’espace entre les tours, très probablement avec l’idée de les surélever avec des flèches. À ce titre il est très probablement l’auteur de la partie supérieure du dessin nº5 matérialisant le projet. En dehors de la cathédrale, Gerlach édifie également en 1347 l’aile orientale, dite aile gothique, de la maison de l’Œuvre Notre-Dame et occupe de 1341 à 1371 la fonction de représentant des tailleurs de pierres et maçons au Sénat de Strasbourg,,.

### Maître Conrad (1372-1382)
Conrad, aussi appelé Cuntz, dirige le chantier entre 1372 et 1383. Il a peut-être été auparavant appareilleur, le poste étant occupé par un certain Conrad à partir de 1351. Ses interventions connues à la cathédrale se limitent à l’achèvement de la galerie des apôtres, à laquelle il manquait encore sa statuaire. Sa place dans la conception et la construction du beffroi n’est pas clairement déterminée, mais il semble qu’il n’y a pas participé : la conception originale est attribuée à son prédécesseur et ce n’est qu’à partir de 1383 que la construction débute. Alors que la plupart des autres architectes de la cathédrale du Moyen Âge ont conservé leur poste jusqu’à leur mort, Conrad semble encore avoir œuvré à la basilique Saint-Urbain de Troyes en 1384,,.

### Michel Parler (1383-1388)
Michel Parler, souvent appelé Michel de Fribourg, est nommé maître d’œuvre de la cathédrale le 18 juin 1383. Comme son nom l’indique, il fait partie de l’éminente famille d’architecte des Parler, étant le fils de Jean III Parler. Appelé à achever la construction du beffroi, ce travail est néanmoins considérablement retardé les réparations devant être effectuée après l’incendie de 1384. Lorsque le chantier principal reprend, Michel Parler modifie le plan original de Gerlach en rehaussant la structure du beffroi et en changeant la forme et le nombre de fenêtres. Il meurt toutefois au plus tard en 1388, sans avoir pu terminer son ouvrage,.

### Claus de Lore (1390-1399)
Claus de Lore accède au poste de maître d’œuvre au plus tard le 4 juillet 1390. S’il n’est peut-être pas lui-même membre de la famille Parler, il en est au minimum un proche. Sa seule réalisation connue sur la cathédrale consiste à achever le beffroi fermant l’espace entre les deux tours ; en cela il semble avoir suivi les plans de ses prédécesseurs sans y faire de modifications. En 1399, Claus de Lore est renvoyé par la Ville en même temps que l’ensemble de la direction de l’Œuvre Notre-Dame. La raison officiellement invoquée est une mauvaise gestion des fonds alloués à la construction de la cathédrale, voire des malversations, mais il est possible que l’architecte soit une simple victime collatérale du conflit entre la Ville et l’évêque de Strasbourg sur la gestion de l’Œuvre Notre-Dame ayant lieu dans le dernier quart du XIVe siècle. Malgré ce licenciement, Claus de Lore continue en effet de toucher une pension de la Ville au moins jusqu’en 1420,.

### Ulrich d’Ensingen (1399-1419)
Lorsque Ulrich d’Ensingen (vers 1350-1499) est embauché comme maître d’œuvre en 1399, il est déjà l’architecte le plus en vue de son temps, dirige la construction des flèches de l’église principale d’Ulm, de l’église d’Esslingen et est conseiller sur le chantier de la cathédrale de Milan. Son arrivée confirme la fin de l’influence française sur le chantier, entamée avec l’arrivée de Michel Parler. Comme lui, Ulrich d’Ensingen tire en effet son inspiration des édifices de Prague. Il dessine le premier projet de tour surmontée d’une flèche et en dirige l’érection jusqu’à sa mort en 1419. À cette date, la tour est pratiquement achevée et l’édification de la flèche sur le point de commencer,.

### Jean Hültz (1419-1449)
Achèvement de l’octogone, construction de la flèche.

### Matthäus Ensinger (1450-1451)
Matthäus Ensinger est le fils d’Ulrich d’Ensingen. Il apprend le métier de tailleur de pierre sur le chantier de la cathédrale de Strasbourg et devient compagnon en 1410. Après la mort de son père en 1419, il part pour Berne, où il est nommé maître d’œuvre de la collégiale Saint-Vincent. Il devient également maître d’œuvre de l’église principale d’Ulm en 1446 et, à la mort de Jean Hültz en 1449, il devient maître d’œuvre de la cathédrale de Strasbourg par intérim. Les négociations avec l’administration municipale échouent toutefois, celle-ci étant réticente à lui laisser poursuivre les chantiers de Berne et d’Ulm en parallèle. Il préfère ainsi rester à Ulm et quitte Strasbourg en 1451,.

### Jost Dotzinger (1452-1472)
Jost Dotzinger est nommé parlier du chantier strasbourgeois en 1451, après avoir travaillé à Worms, Bâle et Wissembourg. Nommé maître d’œuvre en 1451 à la suite de la démission de Matthäus Ensinger, ses principales réalisations sont les fonts baptismaux en 1454 ainsi que la pose des voûtes de la flèche et de l’octogone. Son activité sur le chantier est ensuite monopolisée jusqu’à sa mort vers 1470 par la réparation des dégâts causés par un incendie en 1459. Outre ses réalisations architecturales, la maîtrise d’œuvre de Dotzinger est marqué par l’accession de l’Œuvre Notre-Dame au statut de loge suprême du Saint-Empire. Il est possible que son fils Niklaus lui ait brièvement succédé, mais cela n’est pas clairement établi et n’a pu dans tous les cas n’être que bref, celui-ci mourant avant 1475,.

### Konrad Vogt (1472-1480)
La vie et les réalisations de Konrad Vogt sont peu connues. Il est le parlier de Jost Dotzinger à la mort de celui-ci en 1472. Les sources du XVIIIe siècle indiquent qu’il lui a succédé, mais les comptes ne mentionnent la rémunération que d’un parlier et d’aucun maître d’œuvre jusqu’en 1480. Il est ainsi possible que Vogt ait exercé la fonction de maître d’œuvre par intérim sans disposer du statut. Vogt devient officiellement maître d’œuvre en 1480, mais ne l’est déjà plus en 1485, sans que son destin ne soit connu précisément. Aucun travail de quelque importance ne semble avoir été fait par Vogt, l’Œuvre Notre-Dame ne comptant en outre que sept tailleurs de pierre à cette époque,.

### Hans Hammer (1486-1490 et 1512-1519)
Hans Meiger de Werde, dit Hans Hammer, travaille comme tailleur de pierre sur le chantier de la cathédrale dès janvier 1471. Il ne le quitte qu’en 1476 et circule alors pendant plusieurs années d’un chantier à l’autre en Europe centrale. Revenu à Strasbourg en décembre 1481, il est nommé parlier en février 1482. Il réalise un tabernacle monumental (disparu) en 1483 puis la chaire entre 1484 et 1486. Ce dernier accomplissement lui vaut d’être nommé maître d’œuvre le 17 juillet 1486. Il quitte néanmoins la maîtrise d’œuvre vers 1490, peut-être en raison d’un conflit avec les autorités municipales à propos de la construction d’une deuxième tour. Après une période riche d’activités, Hans Hammer est nommé une seconde fois maître d’œuvre en 1512 et le reste jusqu’à sa mort en 1519. Outre la chaire, ses principales réalisations sont le petit trésor, les voûtes de la tour nord et la chapelle Saint-Laurent,,.

### Conrad Sifer (1491-1493)
Restauration de la façade sud du bras sud du transept.

### Jacob de Landshut (1495-1509)
Construction du portail Saint-Laurent.

### Bernhard Nonnenmacher (1520-1551)
Achèvement de la chapelle Saint-Laurent, reconstruction de la voûte de la chapelle Sainte-Catherine.

## Maîtres d’œuvre et architectes de l’époque moderne

### Hans Thoman Uhlberger (1565-1608)
Construction du buffet de l’horloge astronomique,.

### Hans Johann Heckler (1622-1643)
Restauration du sommet de la flèche.

### Hans Georg Heckler (1654-1682)
Restauration du sommet de la flèche,.

### Josef Lautenschlager (1683-1702)
Joseph Lautenschlager (né en 1632) succède à Hans Georg Heckler en 1683, mais n’est pas immédiatement nommé maître d’œuvre de la cathédrale, titre qu’il ne se voit conférer qu’en 1696. Il poursuit les travaux de conversion de la cathédrale au catholicisme de la Contre-Réforme avec notamment le réaménagement du chœur, qui se voit doter d’un nouveau maître-autel coiffé d’un baldaquin baroque, de nouvelles stalles et d’un décor de lambris et de stuc, lui aussi de style baroque. Il fait aussi convertir la chapelle Saint-Jean en sacristie, tandis que la jonction entre la chapelle Saint-Laurent et le transept nord est murée en 1699 pour permettre l’installation d’un autel monumental en bois réalisé par des menuisiers français,.

### Johann Michael Erlacher (1713-1760)
Bien que Joseph Lautenschlager soit mort en 1702, ce n’est qu’en 1713 qu’un nouveau maître d’œuvre est nommé, Michel Erlacher (né en 1682). La francisation de l’Œuvre Notre-Dame se poursuit sous sa maîtrise d’œuvre, avec l’abandon de l’usage des marques de tailleurs de pierre et des anciens règlements, ce qui vaut à l’atelier d’être déchu par ses pairs du titre de loge suprême. Le chantier est néanmoins actif avec la construction de nouveaux ateliers en 1733, un nouveau réaménagement du chœur, la réfection complète des orgues par Silbermann et de nombreuses réparation, en particulier sur les tourelles d’escalier de l’octogone. La fin de sa maîtrise d’œuvre est toutefois marquée en 1759 par un important incendie qui entraîne la destruction des charpentes, de la tour de croisée et d’une partie des voûtes, tandis que l’intérieur du chœur est ravagé. Erlacher meurt peu de temps après, en 1760,.

### Johann Wagner (1760-1763)
À sa mort, Erlacher est remplacé par son assistant Johann Wagner. Le choix est toutefois peu judicieux : malade, Wagner est rarement présent sur le chantier alors que d’importantes réparations doivent être effectuées après l’incendie. Par conséquent, la direction des travaux est confiés à des architectes extérieurs, notamment Jacques-François Blondel, qui est responsable de la tour de croisée, et Joseph Massol, qui s’occupe de la réfection du chœur. Johann Wagner meurt en 1763 sans avoir eu d’impact sur l’édifice.

### Jean Laurent Goetz (1763-1780)
Jean-Laurent Goetz (né en 1723) succède à Johann Wagner après la mort de celui-ci en 1763. À la demande du clergé il étudie le réaménagement des abords de la cathédrale afin d’en retirer les boutiques qui sont adossées aux murs de l’édifice. Le retrait complet des échoppes ayant été abandonné en raison du coût que représenterait l’indemnisation des propriétaires, Goetz propose à la place de les dissimuler derrière une façade plus esthétique, qui serait toutefois limitée aux côtés nord et sud. Ces « galeries Goetz », construites entre 1776 et 1778, sont également un des premiers témoignage du style néogothique dans la région. Son principal autre ouvrage est la reconstruction en 1782 de la maison des gardiens située sur la plateforme,.

### Antoine Klotz (1785-1811)
Mise en sécurité d’une partie de la statuaire pendant la Terreur.

## Architectes de l’époque contemporaine

### Jean Villot (1811-1823)
Restauration des dommages de la Révolution.

### Gustave Klotz (1837-1880)
Réparation des dommages du bombardement de 1870, reconstruction de la tour de croisée, réaménagement du chœur, réorganisation des vitraux,.

### Johann Knauth (1902-1921)
Consolidation des fondations de la tour nord.

### Charles Pierre (1921-1922 et 1927-1941)
Le premier contact de Charles Pierre (né en 1875) avec l’Œuvre Notre-Dame est lorsqu’il y travaille en tant que technicien de 1892 à 1898. Il n’y revient qu’en 1906, lorsque Johann Knauth, qui le connaît et apprécie son travail, le fait venir pour l’assister. Après avoir assisté Knauth sur le chantier de consolidation du pilier nord du narthex, il assure l’intérim lorsque celui-ci est chassé de France après la guerre. Il poursuit ensuite le même travail en tant qu’assistant de Dauchy. À la mort de ce dernier en 1927 il le remplace de fait, mais ce n’est qu’en 1935 qu’il est enfin officiellement nommé architecte de la cathédrale. Pendant sa maîtrise d’œuvre il termine la restauration du petit étage de l’octogone puis dirige un chantier de consolidation du sommet de la flèche. Ces travaux, qui font un usage intensif du béton armé, se révèreront toutefois plus néfastes que bénéfiques à long terme en raison de l’inadaptation du matériau à ce type d’usage. Charles Pierre prend sa retraite le 1er avril 1941,.

### Clément Dauchy (1922-1927)
Clément Dauchy (né en 1865) n’est nommé architecte de la cathédrale que tardivement dans sa carrière, en 1922, après avoir passé près de vingt-cinq ans au service d’architecture de la ville de Strasbourg. En parallèle, il est également l’architecte responsable des monuments historiques de la ville. À la cathédrale, son travail se concentre principalement sur l’achèvement du chantier du pilier nord du narthex, qui est terminé en 1926 et inauguré en grande pompe. Toutefois, en plus de la base, il lance également la restauration des parties hautes avec un chantier de restauration du petit étage de l’octogone,.

### Anselme Schimpf (1941-1971)
Réparation des dommages de guerre.

### Jean-Richard Haeusser (1971-1999)
Jean-Richard Haeusser (né en 1937) entre en 1968 à l’Œuvre Notre-Dame, où il exerce dans un premier temps la fonction d’assistant d’Anselme Schimpf, avant de le remplacer en 1971. Il dispose d’une formation classique d’architecte DPLG, étant passé par l’École régionale d’architecture puis par l’École des Beaux-Arts, mais a également étudié à l’Institut d’urbanisme de Paris après avoir obtenu son diplôme. il s’exprime sur la restauration de la cathédrale avant son arrivée à l’Œuvre, ayant été un des principaux opposant à la destruction des galeries Goetz voulue par le service des Monuments historiques à la fin des années 1950. La restauration de ces galeries est par la suite l’un des chantiers de restauration qu’il mène entre 1975 et 1982. Auparavant il poursuit la restauration du massif occidental commencée par Schimpf. À partir du milieu des années 1980, il se trouve une nouvelle fois opposé aux Monuments historiques, qui veulent cette fois détruire la tour de croisée construite par Gustave Klotz pour construire à la place un pastiche de la tour médiévale. Finalement, il obtient gain de cause et restaure dans les années suivantes la tour néoromane. Lorsqu’il prend sa retraite en 1999, le poste d’architecte de la cathédrale est supprimé pour ne laisser que l’architecte en chef des Monuments historiques responsable de l’édifice.